# L'Assassinat de saint Pierre martyr
L'Assassinat de saint Pierre martyr est une peinture réalisée à l'huile et a tempera sur panneau de bois vers 1507 par le maître italien de la Renaissance Giovanni Bellini. Le tableau mesure 67 × 100 cm et est conservé à la National Gallery de Londres. Une version d'atelier datant d'environ 1509 se trouve aujourd'hui dans la Courtauld Gallery également à Londres. Les deux tableaux représentent l'assassinat de Pierre de Vérone, dit saint Pierre martyr.

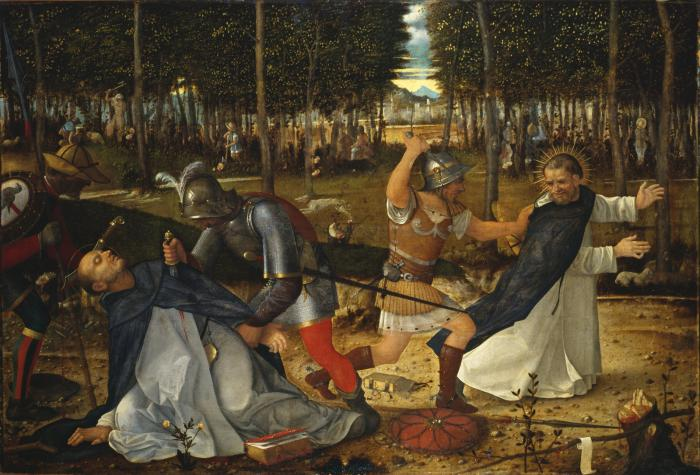
L'Assassinat de saint Pierre martyr – version Courtauld.